# Auto sacramental

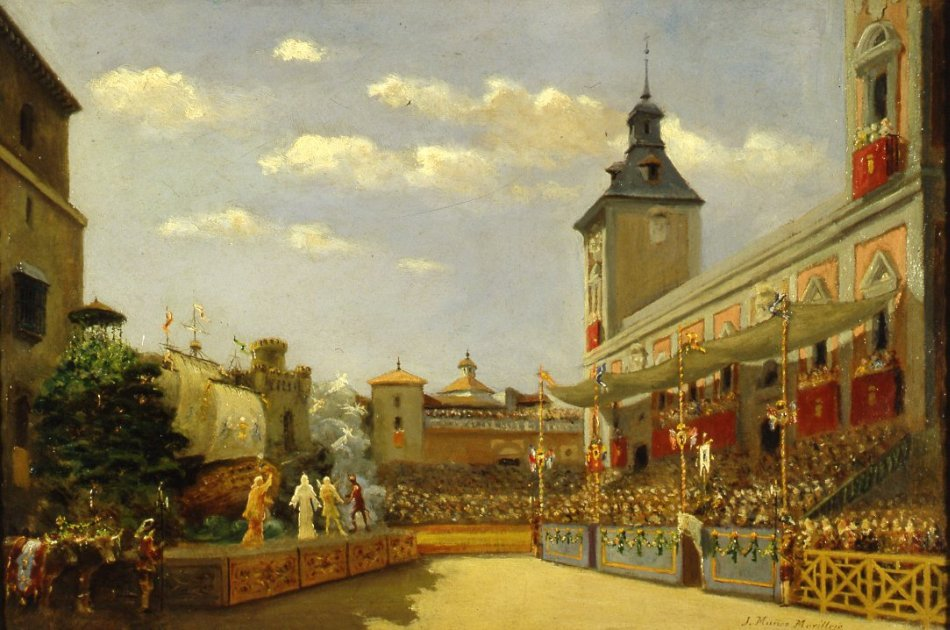
Przedstawienie Boskiej Filotei, 1681

Auto sacramental – gatunek alegorycznego dramatu religijnego, którego głównym tematem były dogmaty związane z Eucharystią, ukształtowany w XVI wieku w Hiszpanii. Autos sacramentales były wystawiane w trakcie uroczystości Bożego Ciała, istniały jednak też inne sztuki podobnego typu o tematyce zaczerpniętej z Nowego Testamentu – autos. Autos sacramentales miały charakter dydaktyczny, a ich sceniczne realizacje wykonywane były z dużym przepychem i widowiskowością. Początkowo realizacje utworów odbywały się w kościele lub jego pobliżu na nieruchomej scenie, w XVII wieku przeniosły się natomiast na ulice, a rolę sceny zaczęły pełnić wozy; czasem utwory pokazywano także w profesjonalnych teatrach. Istotną rolę w realizacjach utworów odgrywała muzyka.
Autos sacramentales wywodzą się z farsa sacramentales – XVI-wiecznych utworów okolicznościowych o tematyce religijnej (m.in. autorstwa Lópeza de Yaguas). Szczególny rozwój gatunku przypada natomiast na epokę baroku, kiedy to tworzyli m.in. Lope de Vega, Mira de Amescua oraz Pedro Calderón de la Barca; ten ostatni wpłynął znacznie na sposób scenicznego wystawiania utworów. Wystawiania autos sacramentales zakazano królewskim dekretem w 1765 roku – spowodowane to było stopniowym ich ześwieczczeniem, przez co uznawane były za źródło zgorszenia.

## Geneza

### Korzenie literackie
Geneza autos jest niejasna. Niektórzy specjaliści, jak Bruce Wardropper, upatrują jego początków w średniowiecznych moralitetach i misteriach. Nieliczne zabytki hiszpańskiego teatru średniowiecznego (zaledwie dwa fragmenty z XII i połowy XV w.) nie pozwalają jednak zweryfikować tej hipotezy. Niewątpliwie na powstanie gatunku silnie oddziałała bogata tradycja literatury parabolicznej, posiadającej drugi, ukryty, duchowy lub mistyczny sens (przypowieści, przysłowia, paradoksy), jak również silna w średniowieczu i u początków nowożytności tradycja alegoryczna: rozmaite dysputy między Cnotami i Występkami, rozprawy między Duszą i Ciałem, wojna Postu z Karnawałem, obecne nie tylko w literaturze, ale i w sztukach plastycznych. Alegoryczne przedstawienie dogmatu umożliwiało nie tylko przybliżenie trudnej prawdy w zrozumiały sposób, ale też chroniło jednoaktowy dramat religijny przed szybkim skostnieniem. Publiczność odczuwała za każdym razem przyjemność płynącą z odczytywania sensu widowiska, oklaskując jednocześnie pomysły poetów.
Najwcześniejsze zachowane hiszpańskie dramaty religijne, tworzone od połowy XV wieku, to krótkie dialogi liryczne na temat narodzenia, pasji, śmierci i zmartwychwstania Chrystusa. Ich akcja pozbawiona jest w zasadzie konfliktów dramatycznych. Scenki pasyjne ograniczały się do kilku lamentacji. Bardziej rozbudowane scenki bożonarodzeniowe składały się z kłótni między pasterzami wywołanej pojawieniem się gwiazdy, interwencji anioła, który tłumaczył sens wydarzenia, radości pasterzy i kolędy. Na przełomie XV i XVI wieku pojawiają się jednak elementy istotne dla ukształtowania się gatunku auto sacramental. W Egloga Juana del Enciny z 1492 roku pojawia się zapowiedź symbolicznego rozumienia akcji, pasterze, którym anioł zwiastuje narodziny Chrystusa, noszą bowiem imiona czterech Ewangelistów: Mateusza, Marka, Łukasza i Jana. U Lucasa Fernandeza w Auto de la Passión (Auto o Męce Pańskiej) z 1514 roku pojawia się pierwsze odniesienie do Eucharystii, a sam Fernandez wprowadza do swych utworów postaci mnicha lub pustelnika tłumaczącego prostym pasterzom religijny sens zachodzących wydarzeń. Gil Vincente w Obra de Geracam humana (Rzecz o rodzaju ludzkim) opartej na przypowieści o Dobrym Samarytaninie, wprowadza postaci alegoryczne: Sprawiedliwość, Rozum, Grzech. Także inne jego postaci mają znaczenie dodatkowe: Adam oznacza grzeszną ludzkość, Samarytanin – Chrystusa. Samarytanin opatruje ponadto rany Adama szarpiami Łaski, winem Bojaźni i oliwą Słodyczy, rannego odprowadza do gospody – Kościoła, gdzie zajmują się nim święci: Grzegorz, Hieronim, Ambroży i Augustyn.

### Święto Bożego Ciała

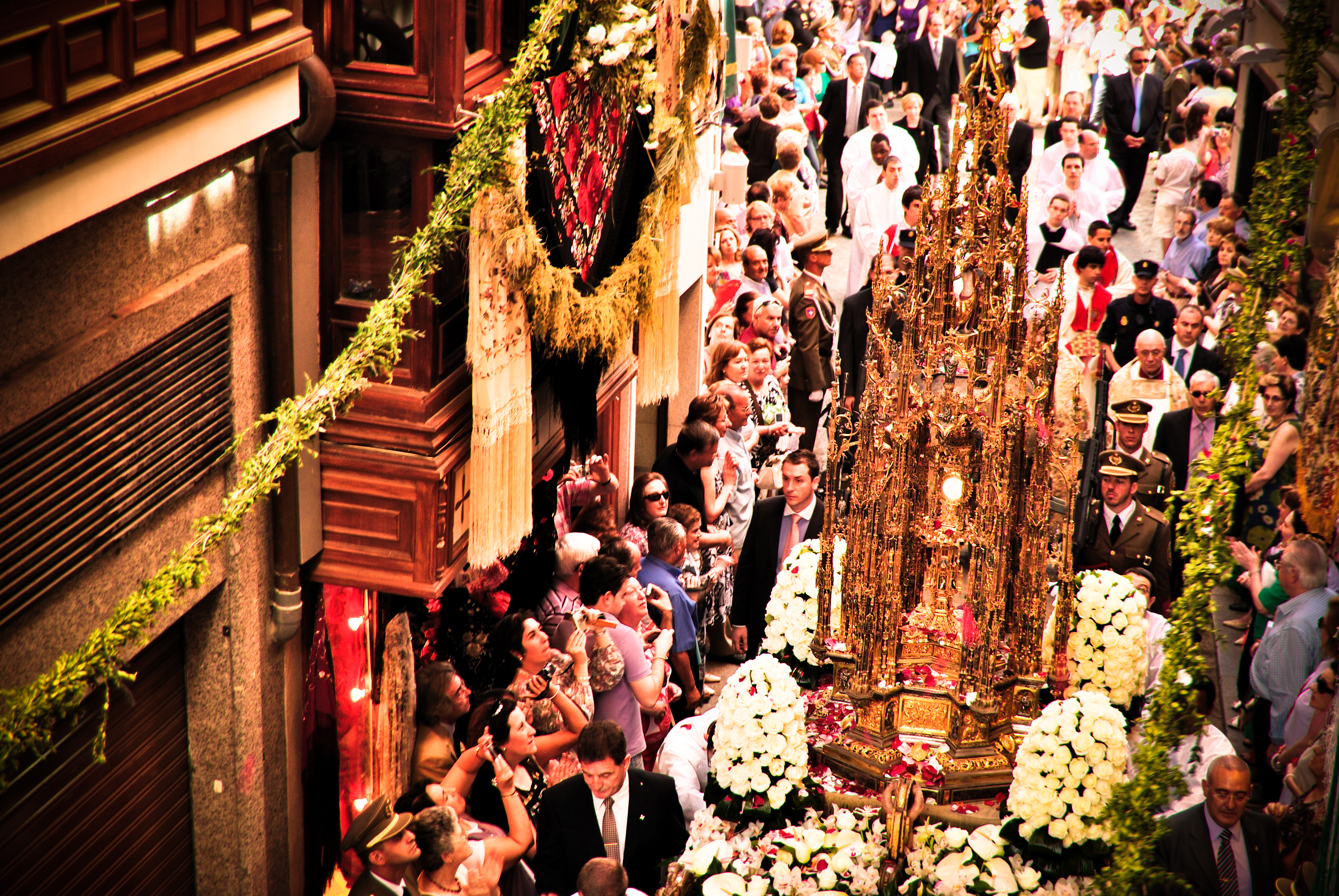
Procesja Bożego Ciała uliczkami Toledo

Święto Bożego Ciała ustanowił papież Urban IV bullą Transiturum de Hoc Mundo z 31 sierpnia 1264 roku. W roku 1311 papież Klemens V ustalił datę święta na pierwszy czwartek po świętej Trójcy. Wkrótce potem papież Jan XXII zalecił odbywanie w tym dniu uroczystej procesji, aby wierni mogli adorować Najświętszy Sakrament. W Hiszpanii święto upowszechniło się od połowy XIV wieku, najwcześniej w Walencji i Geronie. Niemal od początku uroczystości organizowano we współpracy z władzami miejskimi. 11 października 1551 roku na XIII sesji Soboru Trydenckiego, w której większość uczestników stanowili Hiszpanie, przyjęto dekret definiujący znaczenie Bożego Ciała i zalecający w tym dniu uroczyste procesje po ulicach i placach publicznych. Synod biskupów hiszpańskich w Compostelli w 1565 zdecydował o szczególnie radosnych obchodach tego święta na terenie Hiszpanii. Troska władz kościelnych i świeckich o jak najgodniejsze i najokazalsze czczenie święta Bożego Ciała odegrały ogromną rolę w spektakularnym rozwoju auto sacramental.
W samym sposobie obchodzenia święta stopniowo również kształtowały się elementy sprzyjające włączenia w program obchodów przedstawień teatralnych. Od XV wieku w Walencji obnoszono w procesji tzw. roques albo entremeses – drewniane figury zastąpione z czasem przez żywych ludzi, wyobrażających anioły, proroków, świętych. Około 1425 roku te figury zaczęły się poruszać, tańcząc przy akompaniamencie muzyki. Te żywe obrazy, nawiązujące do epizodów biblijnych lub żywotów świętych nie zawierały jednak w sobie jeszcze żadnego elementu dramatycznego.

## Dzieje gatunku
Za pierwsze auto sacramental uchodzi jednoaktówka Hernana Lópeza ded Vanguas z ok. 1520 roku, która wedle Ferdynanda Kolumba nosiła tytuł Farsa sacramental. W nawiązującym do misteriów bożonarodzeniowych w utworze tym anioł po raz pierwszy tłumaczy pasterzom, noszącym imiona Ojców Kościoła znaczenie Bożego Ciała. W Farsie sacramental anonimowego autora z 1521 roku, tajemnice Eucharystii wyjaśnia pasterzom już nie anioł, lecz sama Wiara. Dalszy krok w rozwoju gatunku stanowią sztuki Diega Sancheza de Badajoz – łącznie 28 utworów, opublikowanych pośmiertnie w 1554 roku pod tytułem Recopilación en metro (Zbiór wierszem). Dziesięć spośród nich było poświęconych Bożemu Ciału, wszystkie, zawierały pewne elementy, które przetworzone przez jego następców dały dojrzałe auto. Badajoz silnie udramatyzował tematy teologiczno-etyczne i wprowadził postaci alegoryczne, takie jak Świat, Ciało, Cztery Cnoty Kardynalne, Zmysłowość, Rozum, Wolna Wola. Z drugiej połowy XVI wieku pochodzą dwa zbiory anonimowych sztuk religijnych: Códice de autos viejos (Kodeks starych autos), zawierający blisko setkę religijnych jednoaktówek, z których trzydzieści przeznaczono na uroczystość Bożego Ciała, nazywanych wciąż jeszcze farsas sacramnetales oraz zbiór siedmiu sztuk z lat 1575–1590, zwanych już comedias y autos sacramentales i charakteryzujących się dużo większą dramatycznością, swobodą i pomysłowością w operowaniu alegorią. Wszystkie sztuki charakteryzuje tak typowa dla dojrzałego auto sacramental polimetryczność.
Po 1550 roku patronat nad przygotowaniami do święta Bożego Ciała obejmują władze miejskie, co oznacza większe środki finansowe i przyciąga zawodowych aktorów i autorów. Wraz z powstaniem stałych scen i związanych z nim trup teatralnych: Sol (1568), La Pacheca (1574), Cruz (1579), Principe (1582) w Madrycie, Doña Elvira (1579) w Sewilli, amatorzy powoli ustępują pola profesjonalistom. W II połowie stulecia spory rozgłos zdobył Juan de Timoneda z Walencji. Zachowało się jego sześć jednoaktówek eucharystycznych, wydanych w 1575 roku jako Ternarios sacramentales. Timoneda przerabiał sztuki innych autorów, wprowadził jednak do nich uroczysty ton, wyeliminował ludową rubaszność, czym prawdopodobnie zwrócił na ten gatunek uwagę poważniejszych twórców
Odkąd autos trafiają w ręce autorów dramatycznych, ci wprowadzają do nich zdobycze hiszpańskiej comedia. Autos Lopego de Vegi (1562-1635) są spontaniczne, nieuładzone, pełne miłosnej i ludowej poezji i piosenek. Lope przenosi do nich swe upodobania do egzotycznych tematów, skłonność do luźnej konstrukcji fabuły, do intrygi, bogactwa szczegółów, konfliktów pobocznych, które nie posuwają wcale do przodu akcji. Sporo w nich omyłek, przebieranek, umizgów, pojedynków, postaci charakterystycznych dla komedii płaszcza i szpady: bandytów, szaleńców, zakochanych dam i ich kawalerów. Teologia Lopego de Vegi nie jest zbyt głęboka, alegorie raczej proste, choć ich ilość wzrasta w porównaniu z anonimowymi autos z 30 do 70%. Teologicznie znacznie ciekawsze są sztuki jego przyjaciela Joségo de Valdivielso (1560-1638). Zostawił po sobie 17 autos, niekoniecznie eucharystycznych. Jego sztuki charakteryzują się jasnym i logicznym przebiegiem akcji. Alegorie, dyskretne, lecz bardzo sugestywne, są dobrane bardzo umiejętnie. Niektóre jak Zamek, Szpital, czy Okręt na stałe weszły do repertuaru dramatycznego. W utworach Valdivielsa triumfuje zawsze Miłość nie Sprawiedliwość.
W pierwszej ćwierci XVII wieku, poza Valdivielsem, pisaniem autos zajmowali się też tak znakomici dramaturdzy jak Antonio Mira de Amescua (1574-1644), Tirso de Molina (1582-1648) i Luiz Velez de Guevara (1579-1644), pod koniec życia jednak żaden z nich nie był w stanie konkurować z Pedrem Calderónem de la Barką (1600-1681), najwybitniejszym reprezentantem gatunku i jego teoretykiem. Calderonowskie autos są bardziej patetyczne, harmonijne, pełne barokowych ozdobników i wyrafinowania, nieco afektowane w swym liryzmie i muzyczności, a jednocześnie pełne głębokich odniesień teologiczno-filozoficznych. Z końcem stulecia wraz z dekadencją teatru hiszpańskiego, nadchodzi kres gatunku.

## Przygotowania

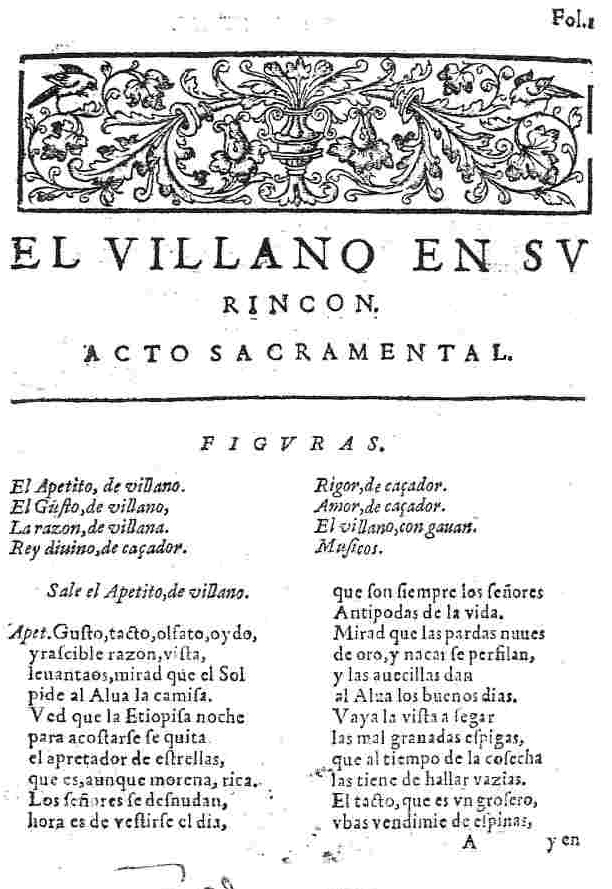
Strona tytułowa El villano en su rincón Joségo de Valdivielsa

W większości hiszpańskich miast przygotowania do uroczystości Bożego Ciała zaczynały się na przełomie stycznia i lutego pod nadzorem specjalnie powołanych do tego komisji kościelno-świeckich. W Madrycie jej pracami kierował Komisarz Uroczystości ku czci Najświętszego Sakramentu, będący najstarszym stażem członkiem królewskiej Rady Kastylii. Komisja powoływała podkomisje do spraw dekoracji ulic i przygotowania figur noszonych w procesji, zaangażowania muzyków, tancerzy i akrobatów, przygotowania najczęściej kilku autos oraz zapewnienia porządku w trakcie i po uroczystości. Komisje dysponowały na ogół wysokim budżetem. W Madrycie w 1649 roku koszty związane z Bożym Ciałem wyniosły 11.817 dukatów. Dla porównania dniówka niewykwalifikowanego robotnika wynosiła w tym czasie ½ dukata, a roczny dochód jednego z największych magnatów hiszpańskich, księcia Alby, obliczano na 120 tys. dukatów. W 1628 roku tylko na same kostiumy „gigantów” w Madrycie wydano 12 tysięcy reali (1 dukat był wart 11 reali), a Sewilla wydała 8 tysięcy reali na taniec wieśniaków oraz galantów. Środki na opłacenie wydatków pochodziły ze specjalnego podatku sisas, którymi obkładano różne rodzaje aktywności gospodarczej. W 1647 roku w Madrycie był to specjalny podatek targowy i opłata od jatek, a w 1649 część dochodów miejskiego monopolu na markowe wina. Od 1657 roku część wydatków była pokrywana ze skarbca króla. Rosnąca wystawność obchodów oraz wysoka inflacja spowodowały, że już w 1676 roku władze zmuszone były prosić króla o dodatkową pomoc.
Mniej więcej od 1600 roku madrycka komisja zapewniała sobie współpracę najwybitniejszych dramatopisarzy tego czasu: Lopego de Vegi, Tirsa de Moliny, Josego de Valdivielsa czy Miry de Amescui. Z reguły zamawiała cztery autos rocznie, powierzając ich wykonanie dwóm konkurującym ze sobą trupom teatralnym. Każda trupa mogła dostać za autos 900 dukatów plus 100 dukatów specjalnej nagrody zwanej yoja. Autor tekstu otrzymywał 350 dukatów i do 700 reali uznaniowego dodatku. Pisanie autos było z tego powodu najbardziej dochodowym zajęciem literackim. Dla zespołów tym atrakcyjniejszym, że Wielkim Poście i w oktawę Bożego Ciała, wystawianie innych spektakli było zakazane. Z reguły kompanie wystawiające autos zapewniały też sobie wyłączność na pokazywanie innych sztuk w ciągu sezonu. Po wystawieniu autos w dużych ośrodkach zawsze istniała też możliwość występów w okolicznych miastach i wioskach, które, jako że wypadało to już po żniwach, dysponowały środkami wystarczającymi na godziwe wynagrodzenie artystów.
Mimo że wystawianie autos było dla aktorów atrakcyjne komisje zabezpieczały się przed niespodziankami. W Madrycie po Wielkiejnocy aktorzy byli objęci zakazem opuszczania stolicy do czasu skompletowania zespołu potrzebnego do wystawienia autos. Bazowano najczęściej na konkretnej trupie teatralnej, do której dołączano kogoś z innej kompanii lub ściągano z innej części kraju – w takim przypadku miasto pokrywało koszty podróży. Opornych przymuszano – w 1633 roku władze Madrytu nakazały sprowadzić z Toledo w okowach muzyka Andresa Bolaya z zespołu Antonia de Rueda, który samowolnie opuścił stolicę; w 1640 roku uwięziono aktora Diega de Mencos za odmowę wystąpienia w auto, a w 1651 roku sprowadzono w dybach suflera trupy Augustina de Villaruela.

## Kostiumy i dekoracje
Komisje wymagały od zespołów przygotowania kostiumów na koszt miasta. Co sprytniejsi dyrektorzy potrafili ubrać przy okazji wszystkich członków zespołu (15-17 osób). Kostiumy dały się zresztą później wykorzystać w comedias: stroje Miłosierdzia, Zazdrości czy Kościoła nadawały się na ogół bez przeróbek dla komediowych dam, kostiumy Wiary i Pychy przerabiano na stroje cygańskie, natomiast kostiumy Rozumu i Pamięci – ucharakteryzowanych w autos na czcigodnych starców – pasowały na ojców lub królów. Najtrudniej było wykorzystać najdroższy i najefektowniejszy strój Szatana. Typowa ówczesna trupa teatralna składała się z dwójki pierwszych aktorów (dama i caballero), 2-5 drugoplanowych dam i galantów, co najmniej jednego czcigodnego starca (barba) i błazna (gracioso). Potrafili oni w razie potrzeby bez problemu przedzierzgnąć się w postaci alegoryczne, choć czasem mieli pewne trudności, by wyjść z ról grywanych w komediach i nie kokietować publiczności.
Do obowiązków konisji przygotowującej uroczystości ku czci Bożego Ciała należało też przygotowanie dekoracji. Zadanie to powierzano miejscowym rzemieślnikom, organizując czasami konkurs na najlepsze projekty. Niewiele wiadomo o dekoracjach wczesnych autos. W późniejszym okresie autorzy szczegółowo je opisywali w didaskaliach. Do ich wykonania zatrudniano najlepszych artystów. W 1623 roku, by zadziwić księcia Walii dekoracje zamówiono u nadwornego inżyniera, Francisca Sancheza i malarza Antoniego de Monreal, dekorację według najnowszych włoskich wzorów z perspektywami. W latach 1653–1656 powierzano je Włochowi Baccio del Blanco, znanemu z przemyślnych dekoracji przedstawień teatralnych w pałacach królewskich. Utwory wystawiano na scenie zestawionej z czterech lub pięciu wozów o wymiarach 3x4 metry, większe nie mogłyby brać udziału w procesji ulicami hiszpańskich miast. Czasami scenę powiększano za pomocą specjalnych przystawek na kołach, tzw. półwozów (mediocarillos) z balustradkami w przedniej części. Wozy w dolnej części posiadały przestrzeń na maszynerię i kostiumy. W kontraktach zawieranych ze specjalistami zamieszczano dokładne wskazówki co do potrzebnych urządzeń. Autorzy z lubością wykorzystywali w swych utworach efekt nagłego pojawienia się lub zniknięcia któregoś z elementów dekoracji lub postaci, efekt burzy.

## Przedstawienie

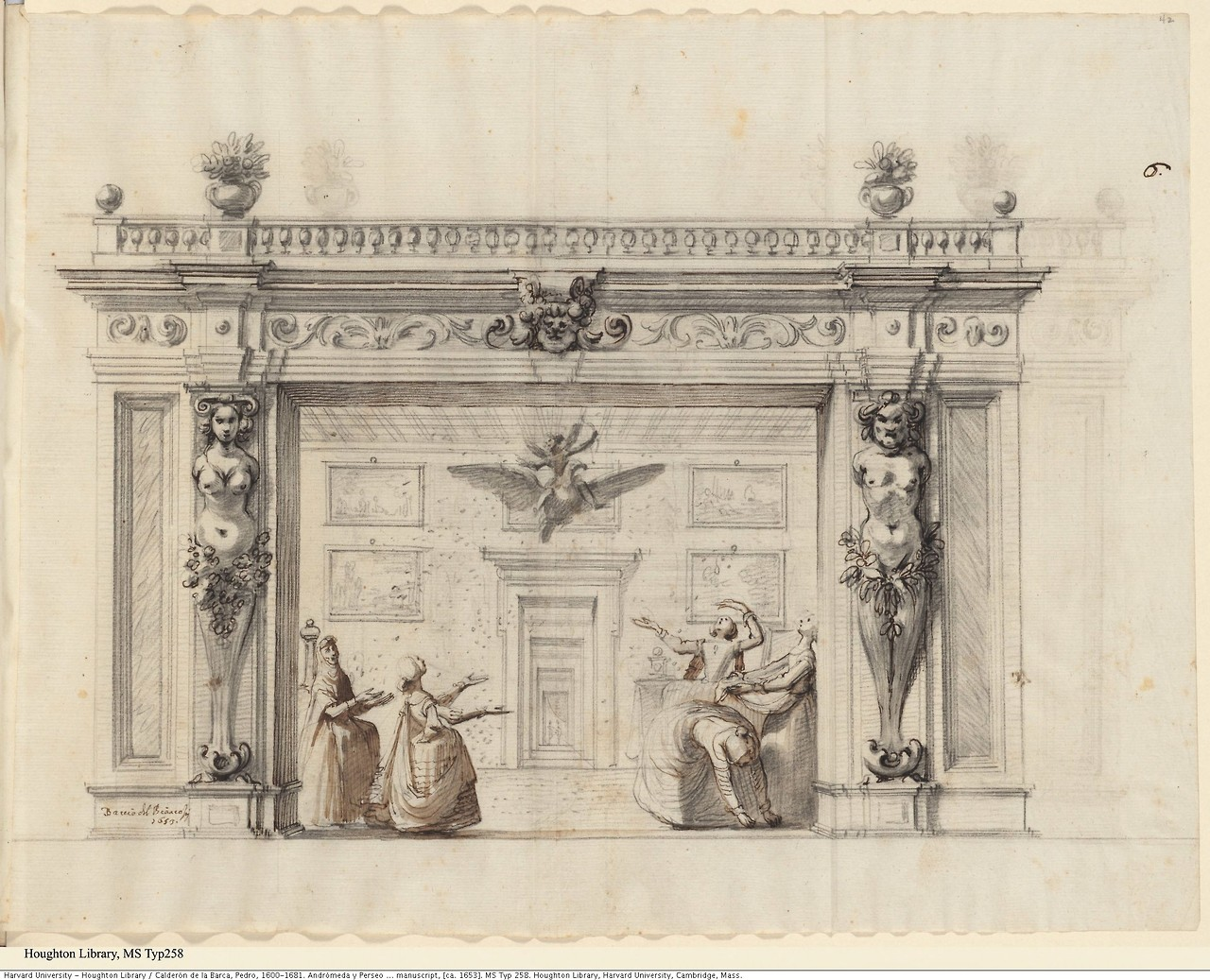
Andromeda i Perseusz Pedra Calderóna. Przedstawienie w pałacu Buen Retiro, 1653

W godzinach dopołudniowych ulice i place miasta przemierzała procesja z Najświętszym Sakramentem. Na jej czele znajdowała się tarasca, kobieta na smoku, w procesji brali udział tancerze, wykonujący egzotyczne tańce, tzw. giganci, czyli ogromne figury z płótna na metalowych stelażach i wozy, na których miały zostać odegrane autos.
Przedstawienie odbywało się po południu, po zakończeniu procesji Bożego Ciała. W Madrycie otoczone korowodem tancerzy i gigantów, wozy, ciągnięte przez woły z pozłacanymi rogami, okryte bogato zdobionymi kapami, zajeżdżały przed pałac królewski, naprzeciw estrady, przeznaczonej dla króla i jego dworu. Połączone ruchomymi rusztowaniami tworzyły scenę o szerokości 20 metrów i na pięć metrów głęboką. Ustawiano na niej skomplikowane, czasami kilkupiętrowe dekoracje, przedstawiające niebo, ziemię i piekło, a wymyślna maszyneria pozwalała osiągać takie efekty jak zjawianie się duchów i diabłów czy burze z piorunami. Po spektaklu wozy wędrowały przed siedzibę przewodniczącego Rady Kastylii, potem na plac San Salvador, gdzie pokazywano spektakl radzie miejskiej, wreszcie urządzano przedstawienia publiczne w różnych punktach miasta. W stolicy te same autos pokazywano jeszcze przez następne dni w oktawie Bożego Ciała, na prywatnych spektaklach, prezydentom innych rad królewskich i niektórym magnatom. Spory o ten zaszczytny przywilej spowodowały ograniczenie prywatnych przedstawień do dwóch. Spektakle publiczne były darmowe, ilość miejsc była jednak ograniczona. Poza Madrytem przedstawieniom przyglądał się corregidor, lokalny reprezentant króla, oraz władze miejskie.

## Treść
Celem autos było udramatyzowane przedstawienie katolickich dogmatów, przede wszystkim tych związanych z Eucharystią. Treść mogła jednak być zaczerpnięta nie tylko z Biblii, ale również z legend czy mitologii. Często występowały personifikacje pojęć czy wartości (np. Nadzieja, Wiara), a przestrzeń nacechowana była alegorycznie (np. morze reprezentowało problemy, a okręt był symbolem kościoła).

## Wydania polskie
- Tajemnice Mszy Świętej – tł. ks. W. Nowakowski, Poznań 1915, 1936.
- Uczta Baltazara – tł. J. Bujara, Lubliniec 1928, nakładem oo. oblatów.
- Autos sacramentales – Wybór, przekład i oprac. L. Biały, Wrocław 1997, Ossolineum, s. CIX+217; Biblioteka Narodowa, Seria II, Nr 227; [Wielki teatr świata, Magia grzechu, Życie jest snem].